# Einsiedler
Einsiedlern, även kallat Schweiziskt varmblod, är en hästras från Schweiz. Den schweiziska hästaveln är inte så framträdande i världen men däremot har denna avel anor som går ända upp till 1000 år tillbaka i tiden. Einsiedlern är inget undantag och man har funnit bevis på dess förfader i skrifter från Benediktinklostret Einsiedeln varav den fick sitt namn. Man utvecklade även rasen här under senare år. Med det kända svenska halvblodet Aladin i sig så används ändå einsidlern som tävlingshästar över hela världen. Hästrasen kallas även Cavallo della Madonna (jungfruns häst) på grund av sitt ursprung i klostren. Under Andra världskriget började rasen även att kallas schweiziskt varmblod efter inblandningen av mer atletiska hästraser och rasen blev er lämpad för ridsport som var ett ökande intresse över hela Europa.

## Historia
Rasen einsiedler grundades redan på 1000-talet på en lokal häststam som kallades schwyerhästar. Den första stamboken öppnades så tidigt som 1655. Dock slutade man med denna stambok efter ett antal misslyckade försök att blanda in spanska och italienska raser. En nya stambok startades därför av en präst kallad fader Isidor Moser år 1784. 
Under 1800-talet gick dock fader Moser med på att blanda in andra raser för att förbättra kvaliteten på einsiedlern som inte höll måttet under de krig som härjade. Man köpte en hingst från England som kallades Bracken år 1865 men hans avkommor blev inte så bra som man förväntade sig så därför koncentrerade man sig mest på de korsningar man gjort med anglonormandiska ston och holsteinare. 
Under andra världskriget var einsiedlern tungt influerad av mer atletiska hästar och började då även kallas för schweiziskt varmblod och einsiedlern var mycket sportigare och passade de ökande efterfrågningarna på atletiska hästar som var mer lämpade för ridsport, ett starkt ökande intresse över hela Europa. Efter detta fick rasen i stort sett behålla sitt utseende fram till 1960-talet då man importerade tävlingshästar från Irland och Sverige. Det svenska halvblodet Aladin hade ett stort inflytande över rasen tillsammans med en stor mängd hingstar som var stora tävlingshästar med många vinster.

## Egenskaper
Att einsiedlern har blod från stora tävlingshingstar märks tydligt i rasen som får genomgå stränga prestationsprov. Hingstarna testas två gånger, första gången vid 3 års ålder och sedan igen vid 5 års ålder. Proven består av banhoppning, dressyr, terränghoppning och körning för att få en så mångsidig häst som möjligt. Ston prövas som treåringar men de registreras inte om inte en av föräldern är ett halvblod. 
Einsiedlern är en stor och ganska lugn häst med en stark exteriör. Benen är långa och smala men räcker väl till för att bära upp en så stor häst. Einsiedlern används än i dag i beridna enheter i schweiziska armén, då den visat sig perfekt för detta.